# Альбертини, Габриеле
Габриеле Альбертини (итал. Gabriele Albertini; род. 6 июля 1950 года, Милан, Италия) — итальянский политический деятель. Сенатор Итальянской Республики (с 2013 года), депутат Европарламента (2004—2013 годы), мэр Милана (1997—2006 годы).

## Биография
Получил высшее юридическое образование и образование в области промышленного строительства. Окончил Институт Льва XIII. В 1974 году окончил юридический факультет Миланского университета.
С 1974 годом вместе с братом Карло-Альберто занимался семейным бизнесом. В 1974—1997 годах менеджер Albertini Cesare Spa, компании, работающей в секторе литья алюминия под давлением. Занимал различные должности в организации работодателей Конфиндустрия. В 1987 году становится делегатом для малого бизнеса в исполнительном совете Federmeccanica — профсоюзной федерации итальянских механиков. В 1993—1997 годах — заместитель Председателя Ассольомбарды, а в 1996—1997 годах — председатель Federmeccanica (Федерации профсоюзов металлообрабатывающей промышленности Италия)

### Мэр Милана
В 1997—2006 годах — мэр Милана. Одновременно, в 2002—2003 годах — правительственный делегат в Миланском муниципалитете, занимающийся управлением сточными водами в городе Милан, а в 2001—2006 годах — правительственный делегат для решения вопросов движения и мобильности в Милане.
Во время своего пребывания в должности мэра его назвали «управдом», так как он инициировал различные проекты перепланировки города, от старой ярмарки, Порта Нуова-Варезине до нового Ро-Перо. Он поднял Биеннале и роль Милана как мировой столицы моды и дизайна (с созданием недели моды и дизайна, какой мы её знаем сегодня). В 1998 году в целях популяризации и пропаганды итальянской моды, появляется вместе с дизайнером Валентино в его нижнем кашемировом белье.

### Деятельность в Европарламенте
С 8 июня 2009 года по 14 марта 2013 года и с 15 июля 2004 года по 6 июня 2009 года в течение VI и VII созывов был депутатом Европарламента. С 20 июля 2004 года по 13 июля 2009 года входил в парламентскую группу Европейской народной партии (христианские демократы) и Европейские демократы, с 14 июля по 20 июля 2009 года был членом Группа Европейской народной партии (христианские демократы), а с 21 июля 2009 года по 2 февраля 2012 года членом бюро группы, а с 3 февраля 2012 года по 14 марта 2013 года вновь член Группа Европейской народной партии (христианские демократы). В 2004—2009 годах представлял в парламенте партию «Вперёд, Италия!», а в 2009—2013 годах — партию «Народ свободы».
В парламенте входил в ряд комитетов. В 2009—2012 был председателем Комитета по иностранным делам. В 2004—2007 годах являлся заместителем председателя Делегации по связям с Парламентской ассамблеей НАТО, а с 2007 по 2009 года — заместителем председателя Комитета по вопросам транспорта и туризма (членом этого комитета был 2004—2013 годах). Кроме этого, был членом или резервным членом Комитета по экономическим и финансовым вопросам (2007—2008), Делегации по отношениям с Израилем (2007—2013), Делегации по отношениям с Индией (2009—2013), Комитета по промышленности, исследованиям и энергетике (2004—2009, 2012—2013), Делегации по отношениям в США (2004—2009). В 2009—2012 годах — член Конференции председателей Комитетов Европарламента.

### Деятельность в Сенате
В 2013 году избран в Сенат Итальянской Республики XVII созыва. Входил в парламентскую группу Гражданский выбор для Италии (2013—2014) и Новый правый центр (с 2014 года). В 2013—2014 годах — член Первого Постоянного комитета (По конституционным вопросам) и Второго Постоянного комитета (Юстиция). В 2013 году — член Четвёртого Постоянного комитета (Оборона). С 22 мая 2013 года — председатель Подкомитета Второго Постоянного комитета.

## Награды
- Большая лента Ордена Независимости Королевства Иордания
- Офицер ордена Почётного легиона (Франция)
- Кавалер Большого креста Королевского норвежского ордена Заслуг
- Великий офицер ордена Заслуг Великого Герцогства Люксембург
- Крест за заслуги Гроба Господня в Иерусалиме с серебряной звездой (Орден Святого Гроба Господнего Иерусалимского)
- Великий офицер ордена Заслуг pro Merito Melitensi (Мальтийский орден)
- Почётный командор ордена Британской империи (Великобритания)
- Великий офицер ордена Инфанта дона Энрике (Португалия, 31 января 2005 года)[2].
- Орден Дружбы (Россия, 18 января 2002 года) — за заслуги в развитии и укреплении российско-итальянских торгово-экономических и культурных связей[3].